# Marilyn vos Savant
Marilyn vos Savant [mæɹɪlɪn vɑs sə'vɑnt] (* 11. August 1946 in St. Louis, Missouri; gebürtig Marilyn Mach) ist eine US-amerikanische Kolumnistin und Schriftstellerin.
Aufgrund mehrerer weit überdurchschnittlicher Ergebnisse, die sie bei verschiedenen Intelligenztests erzielte, wurde vos Savant in den von 1986 bis 1989 erschienenen Editionen des Guinness-Buches der Rekorde unter der Rubrik höchster Intelligenzquotient aufgeführt. Seitdem schreibt sie die Kolumne „Ask Marilyn“, die im Sonntagsmagazin Parade erscheint, und hat mehrere Ratgeber und Bücher verfasst, in denen sie sich hauptsächlich mit mathematischen, politischen und sozioökonomischen Problemen auseinandersetzt. 1990 veröffentlichte vos Savant in ihrer Kolumne ihre korrekte Lösung des Ziegenproblems, einer Aufgabe mit Bezug zur Wahrscheinlichkeitstheorie, die ihr unter anderem von Mathematikprofessoren zunächst nicht geglaubt und als „Frauenlogik“ abgetan wurde.

## Biographie

### Familie und Jugend
Marilyn Mach ist das jüngste Kind von Marina vos Savant, einer italienischen Immigrantin, deren Geburtsnamen sie später annahm und Joseph Mach, einem aus einer Bergarbeiterfamilie stammenden deutschen Einwanderer. Das Ehepaar betrieb ein Restaurant in einem Arbeiterviertel von St. Louis und eröffnete später eine Kette von Reinigungen. Marilyn vos Savants Großeltern mütterlicherseits hießen vor der Eheschließung Maria Savant und Giuseppe vos Savant.
Im Laufe ihrer Schulzeit wurde vos Savant verschiedenen Intelligenztests unterzogen, wobei sie jedes Mal die höchstmögliche Punktezahl erreichte. Während ihr Umfeld auf diese Resultate mit großem Erstaunen reagierte, verspürte vos Savant angesichts ihrer Testergebnisse keinerlei Verblüffung, wie sie 2009 in einem Interview mit der „Financial Times“ angab.
In einem Interview, das sie 2009 der kolumbianischen Zeitschrift „Semana“ gewährte, gab vos Savant an, keine einfache Kindheit gehabt und den Schulbesuch verabscheut zu haben. Als Mädchen sei sie aufgrund ihres Geschlechtes stets mit Geringschätzung behandelt worden. Ihre Lehrer hätten ihre Intelligenz als eine „nutzlose Eigenschaft“ betrachtet. Einmal schloss sie ein Lehrer von seinem Naturkundeunterricht aus, weil sie in der Klasse das einzige Mädchen war. Als vos Savant ihren Schulabschluss machte, befand sie sich in einem Jahrgang von 613 Schülern auf dem 178. Platz. Sie studierte Philosophie an der Washington University in St. Louis, brach das Studium nach zwei Jahren jedoch auf Drängen ihrer Eltern ab. Vos Savant arbeitete daraufhin mit Aktien, war im Investment- und Immobilienbereich tätig und arbeitete für die Reinigungskette ihrer Eltern. Nachdem sie finanzielle Unabhängigkeit erlangt hatte, versuchte sie, Schriftstellerin zu werden. Unter einem Pseudonym veröffentlichte vos Savant Kurzgeschichten, Essays und Zeitungsartikel.

### Privatleben
Wie ihre Mutter und Großmutter mütterlicherseits ging vos Savant ihre erste Ehe im Alter von 16 Jahren ein; nach 10 Jahren wurde die Ehe, aus der ihre beiden Kinder stammen, jedoch geschieden. Vos Savants zweite Ehe dauerte ebenfalls 10 Jahre.
Am 23. August 1987 heiratete vos Savant den Wissenschaftler und Unternehmer Robert Jarvik. Dieser entwickelte „Jarvik-7“, das erste brauchbare Herzimplantat, das 1982 erstmals eingesetzt werden konnte. Seit den 1980er Jahren wohnt vos Savant mit ihrer Familie im New Yorker Stadtteil Manhattan.

### Berufliche Tätigkeiten
Marilyn vos Savant leitet das Finanzwesen des Jarvik-Unternehmens, übt allerdings auch eine wissenschaftliche Tätigkeit aus, wobei sie hauptsächlich Herz-Kreislauferkrankungen erforscht. Sie hält außerdem Vorträge an Universitäten und in Firmen.
Vos Savant ist Mitglied des Committee for Skeptical Inquiry und hat im Vorstand des National Council of Economic Education und der National Association for Gifted Children gearbeitet. Ferner ist sie Mitglied von Mensa International, der Prometheus Society und der International Society for Philosophical Enquiry. Mitte der 1980er Jahre war sie Mitglied und Sekretärin der Mega Society, deren Mitglieder einen IQ mit einem Prozentrang von mindestens 99,9999 % erzielt haben müssen.
Außerdem schreibt vos Savant die Kolumne „Ask Marilyn“ (Frag Marilyn), die seit 1986 wöchentlich in der Sonntagszeitung Parade Magazine erscheint. In ihrer Kolumne antwortet vos Savant Lesern, die ihr – zumeist mathematische oder sprachliche – Rätsel aufgeben, sie manchmal allerdings auch um persönliche Ratschläge bitten oder philosophische, technische oder naturwissenschaftliche Fragen stellen. Von Zeit zu Zeit publiziert vos Savant selbst eine Denksportaufgabe oder führt unter ihren Lesern eine Umfrage durch.
Nachdem vos Savant erstmals im Guinness-Buch der Rekorde erschienen war, veröffentlichte Parade einen Artikel über vos Savant und publizierte im Nachhinein einige von ihr beantwortete Leserfragen. Da Parade fortlaufend Fragen empfing, wurde „Ask Marilyn“ in eine Kolumne umgewandelt.
Die Kolumne wird auch im Internet veröffentlicht. Die virtuelle Version ergänzt insofern die gedruckten Ausgaben, als dort fehlerhafte und kontroverse Antworten besprochen, manche Antworten ausführlicher erläutert, bestimmte Fragen noch einmal gestellt und zusätzliche Fragen beantwortet werden.
Drei ihrer Bücher – Ask Marilyn: Answers to America’s Most Frequently Asked Questions (1992), More Marilyn: Some Like It Bright! (1994), und Of Course I’m for Monogamy: I’m Also for Everlasting Peace and an End to Taxes (1996) – sind aus ihrer Kolumne entstanden. In jedem Buch werden bestimmte Fragen und Antworten, die in „Ask Marilyn“ zuvor veröffentlicht wurden, ausführlicher dargelegt.

## Ziegenproblem
Am 9. September 1990 beantwortete vos Savant folgende Leserfrage:

„Stellen Sie sich vor, Sie müssten als Teilnehmer an einer Gameshow eine von drei Türen auswählen. Hinter einer Tür befindet sich der Gewinn, ein Auto, hinter den beiden anderen befinden sich dagegen Ziegen. Sie wählen Tür Nr. 1, und der Showmaster, der weiß, was sich hinter den jeweiligen Türen befindet, öffnet eine andere Tür, z. B. Tür Nr. 3, hinter der eine Ziege erscheint. Nun fragt er Sie, ob Sie bei Tür Nr. 1 bleiben oder stattdessen Tür Nr. 2 wählen wollen. Sollte man besser wechseln?“

Marilyn vos Savant antwortete, man solle Tür Nr. 2 wählen, da sich die Gewinnchancen dadurch von 1/3 auf 2/3 erhöhen würden. Sie erhielt daraufhin ungefähr 10.000, teils beleidigende Briefe, deren Absender, unter ihnen auch Mathematikprofessoren, mehrheitlich glaubten, dass die Wahrscheinlichkeit, einen Gewinn zu erlangen, für beide Türen gleich bleibe, also 1/2.
Das Ziegenproblem wurde von Mitarbeitern der Central Intelligence Agency, des Massachusetts Institute of Technology und des Los Alamos National Laboratory sowie in mehr als tausend amerikanischen Schulen analysiert.
Trotz der weitgehend ablehnenden Reaktionen weigerte sich Marilyn vos Savant, ihre Aussage zu widerrufen. In ihrer zweiten Kolumne über das Ziegenproblem (2. Dezember 1990) schrieb sie:

„[…] Man kann die Vorteile, die sich aus einem Wechsel ergeben, verdeutlichen, indem man alle sechs möglichen Abläufe des Spiels durchspielt. Während der ersten drei Runden wählen Sie Tür Nr. 1 und wechseln jedes Mal; während der nächsten drei Runden wählen Sie wieder Tür Nr. 1, allerdings ohne zu wechseln, und der Showmaster öffnet jedes Mal eine Tür, hinter der sich eine Ziege befindet. Daraus ergibt sich Folgendes:“

|         | Tür 1 | Tür 2 | Tür 3 | Ergebnis                         |
| ------- | ----- | ----- | ----- | -------------------------------- |
| Runde 1 | Auto  | Ziege | Ziege | Man wechselt und verliert.       |
| Runde 2 | Ziege | Auto  | Ziege | Man wechselt und gewinnt.        |
| Runde 3 | Ziege | Ziege | Auto  | Man wechselt und gewinnt.        |
| Runde 4 | Auto  | Ziege | Ziege | Man wechselt nicht und gewinnt.  |
| Runde 5 | Ziege | Auto  | Ziege | Man wechselt nicht und verliert. |
| Runde 6 | Ziege | Ziege | Auto  | Man wechselt nicht und verliert. |
In ihrer dritten Kolumne über das Ziegenproblem (17. Februar 1991) rief vos Savant ihre Leser dazu auf, das Ziegenproblem nachzuspielen und ihr die Ergebnisse zuzusenden. Außerdem betonte sie, dass die Tatsache, dass der Showmaster stets absichtlich eine Tür mit einer Ziege öffnet, der wichtigste Punkt sei.

„Meine ursprüngliche Antwort ist durchaus korrekt, und die Frage, ob man wechseln sollte, ist der Schlüssel zur Lösung des Problems. Stellen Sie sich vor, dass die Show an dieser Stelle kurz unterbrochen wird, und dass ein UFO auf der Bühne landet. Eine kleine grüne Frau erscheint, und der Showmaster bittet sie, auf eine der beiden noch ungeöffneten Türen zu zeigen. Die Wahrscheinlichkeit, dass sie die Tür mit dem Preis auswählen wird, beträgt tatsächlich 1/2. Aber das liegt daran, dass sie im Gegensatz zum Kandidaten keinerlei Hilfe seitens des Showmasters erhalten hat. (Versuchen Sie, jegliche Fernsehsendungen zu vergessen.) Wenn Sie zu Beginn des Spiels Tür Nr. 1 wählen, dann haben Sie eine Chance von 1/3, dass Sie die Tür mit dem Preis wählen. Die Wahrscheinlichkeit, dass der Preis hinter einer der beiden anderen Türen versteckt ist, beträgt 2/3. Dann jedoch gibt Ihnen der Showmaster einen Tipp. Wenn der Preis sich hinter Tür Nr. 2 befindet, wird er Tür Nr. 3 öffnen, und wenn der Preis hinter Tür Nr. 3 versteckt ist, wird er die zweite Tür öffnen. Wenn Sie also wechseln, gewinnen Sie, wenn der Preis entweder hinter der zweiten oder der dritten Tür steht. Sie gewinnen so oder so! Wenn Sie jedoch nicht wechseln, gewinnen Sie nur, wenn der Preis hinter Tür Nr. 1 steht. […]“

In ihrer vierten und letzten Kolumne über das Ziegenproblem (7. Juli 1991) enthüllte vos Savant, dass viele Leser nun von ihrer ursprünglichen Aussage überzeugt seien und viele das Ziegenproblem nachgespielt hätten.
Sowohl Psychologen vom Berliner Max-Planck-Institut für Bildungsforschung als auch Mitarbeiter des Massachusetts Institute of Technology sind durch eigene Experimente zu derselben Schlussfolgerung wie Marilyn vos Savant gekommen.
Vos Savant erläuterte das Ziegenproblem nicht nur in vier Ausgaben ihrer Kolumne, sondern auch in hunderten von Zeitungsartikeln.

## Marilyn vos Savants Intelligenzquotient
In Bezug auf Marilyn vos Savants Intelligenzquotienten werden je nach Quelle verschiedene IQ-Werte genannt. Diese variieren zwischen 167+, 186, 218 und 228. Letzteren Wert soll vos Savant erzielt haben, als sie als Mädchen dem Stanford-Binet-Test unterzogen wurde. Die Tatsache, dass je nach Quelle verschiedene IQ-Werte angegeben werden, liegt zum einen daran, dass vos Savant mehrere Intelligenztests abgelegt hat. Zum anderen sind sowohl der Zeitpunkt, an dem Marilyn vos Savant den Stanford-Binet-Test ablegte, als auch das Intelligenzalter, das sie damals erreichte, umstritten.
Vos Savant gibt an, dass sie im September 1956 als Zehnjährige einer für Erwachsene erstellten Edition des Stanford-Binet-Tests unterzogen wurde und die volle Punktzahl erreichte. Dies ergab ein Intelligenzalter von 22 Jahren und 10 Monaten, was einem IQ von 228 entsprach. Dieses Ergebnis liegt 8,53 Standardabweichungen oberhalb der Norm. Über den entsprechenden Prozentrang dieses Ergebnisses sowie über die Wahrscheinlichkeit, mit der ein Individuum ein solches Resultat erzielt, herrscht jedoch keine Einigkeit, da es bei einem hohen IQ schwierig ist, diese Werte annähernd zu bestimmen.
Vos Savants schulische Akten enthalten zum Teil widersprüchliche Informationen. Die Akten besagen einerseits, dass vos Savant den Stanford-Binet-Test nicht im September 1956, sondern im März 1957 ablegte. Andererseits steht in den Akten, dass Marilyn vos Savant den Test mit 10 Jahren und 8 Monaten – demnach im April oder Mai 1957 – ablegte. Ihr Ergebnis – die größtmögliche Punktezahl – ergab den Akten zufolge ein Intelligenzalter von mindestens 17 Jahren und 10 Monaten, was einem IQ von 167+ entsprach. Diesen Wert gab vos Savant an, um Mensa International beitreten zu können.
Außerdem wurde vos Savant auch als Sieben-, Acht- und Neunjährige jeweils einmal einem IQ-Test unterzogen, wobei sie jedes Mal ebenfalls die größtmögliche Punktezahl erreichte.
Schließlich kontaktierte sie den Philosophen Ronald K. Hoeflin, der mehrere „Hochbegabten“-Clubs, darunter die Mega Society, gegründet hatte. Hoeflin zufolge berichtete ihm vos Savant, dass sie als Zehnjährige beim Stanford-Binet-Test die volle Punktzahl erreicht habe. Hoeflin berechnete vos Savants IQ, indem er ein Intelligenzalter von 22 Jahren und 11 Monaten durch ein Lebensalter von 10 Jahren und 6 Monaten dividierte, was einem IQ von 218 entsprach. Allerdings betrug das größtmögliche Intelligenzalter, das der Stanford-Binet-Test erfassen konnte, nicht 22 Jahre und 11 Monate, sondern 22 Jahre und 10 Monate. Außerdem war Marilyn vos Savant weder im September 1956 noch im März 1957 10 Jahre und 6 Monate alt.
1985 erreichte vos Savant bei Hoeflins „Mega-Test“ 46 von 48 Rohpunkten, was einem Intelligenzquotienten von 186 entsprach. Hoeflins Statistiken zufolge liegt dieser Wert 5,4 Standardabweichungen oberhalb der Norm und entspricht einem Prozentrang von 99,999997 %, so dass statistisch gesehen nur einer von 30 Millionen Menschen ein solches Resultat erzielen kann. Die Redaktion des Guinness-Buches der Rekorde nahm von diesem Ergebnis Notiz, als der Bostoner Anwalt Andrew Egendorf, der ein Buch über „Hochbegabten“-Clubs verfasste, vos Savants Testergebnisse an die Redaktion des Guinness-Buches schickte. Daraufhin stand vos Savant in den von 1986 bis 1989 veröffentlichten Ausgaben des Guinness-Buches mit ihren Intelligenztestwerten von 228 und 186 unter der Rubrik „höchster IQ“. Seit 1988 wird vos Savant unter derselben Rubrik in der „Guinness Book of World Records Hall of Fame“ aufgelistet. Bevor Marilyn vos Savants Ergebnisse in das Guinness-Buch der Rekorde eingetragen wurden, wurde dort ein IQ von 196 als der höchste je gemessene Intelligenzquotient aufgelistet.
Ronald K. Hoeflin ging bei der Erstellung des Mega-Tests von einer Standardabweichung von 16 Punkten aus, was bedeutet, dass für die Berechnung der beiden Werte von 228 und 186 verschiedene Skalen verwendet wurden. Auf der für den Mega-Test verwendeten Skala entspräche vos Savants Stanford-Binet-Wert von 228 einem IQ von 188. Dagegen entspräche der IQ-Wert von 186, den sie beim Mega-Test erzielte, auf der Skala des Stanford-Binet-Tests einem Wert von 224.
Marilyn vos Savant ist der Ansicht, dass selbst professionell durchgeführte IQ-Tests Intelligenz nur schlecht erfassen können. Intelligenz werde von so vielen Faktoren geprägt, dass man diese Eigenschaft kaum messen könne. Im Juni 2011 antwortete sie einem Leser, der sie gefragt hatte, ob sie wirklich den höchsten IQ der Welt habe:

„Ich glaube nicht. Wie will man diese Angabe auch überprüfen?“

## Auszeichnungen
1998 wurde vos Savant im Rahmen der „Vital Voices: Women in Democracy“-Kampagne, die vom Weißen Haus organisiert wurde, als eine von fünfzig „Frauen des neuen Jahrtausends“ bestimmt. Das „National Women’s History“-Museum hat vos Savant den „Women Making History“-Award verliehen. Im Mai 2003 erhielt vos Savant vom College of New Jersey einen Ehrendoktor in Literaturwissenschaften. Toastmasters bezeichnete vos Savant als einer der „Five Outstanding Speakers of 1999“.

## Zitat
“Marilyn vos Savant believes success in life depends more on social skills than on intellectual skills. […] She says she knows things in many fields and is like a ‘conductor rather than a violinist.’ She is good at systems analysis, has an excellent visual memory, and is very good at logic. She has no idiot-savant skills at all—no photographic memory, no ability to remember statistics or compute long sums in her head. She says she is best at ‘objective synoptical analysis,’ making decisions, problem solving, critical thinking, and analysis.”

„Marilyn vos Savant glaubt, dass Erfolg mehr auf sozialem Geschick als auf intellektuellen Fähigkeiten beruht. […] Sie sei in vielen Bereichen bewandert und sei ‚mehr ein Dirigent als ein Violinist‘. Systemanalysen und Logik fallen ihr leicht; außerdem habe sie ein ausgezeichnetes visuelles Gedächtnis. Sie hat keinerlei Inselbegabungen – sie hat kein fotografisches Gedächtnis, kann sich keine komplizierten Statistiken merken und auch keine hohen Zahlen im Kopf addieren. Sie behauptet, sie könne am besten ‚objektiv und synoptisch analysieren‘, Entscheidungen treffen, Probleme lösen, kritisch denken und analysieren.“

## Werke
- 1985: Omni I.Q. Quiz Contest, McGraw-Hill, ISBN 0-07-039377-X.
- 1990: Brain Building: Exercising Yourself Smarter (mit Koautorin Leonore Fleischer), Bantam Books, ISBN 0-553-35348-9.
- 1992: Ask Marilyn: Answers to America’s Most Frequently Asked Questions, St. Martin’s Press, ISBN 0-312-08136-7.
- 1993: The World’s Most Famous Math Problem: The Proof of Fermat’s Last Theorem and Other Mathematical Mysteries, St. Martin’s Press, ISBN 0-312-10657-2.
- 1994: Ask Marilyn: The World’s Smartest Woman Answers America’s Most Difficult Questions, St. Martin’s Press, ISBN 0-312-95181-7.
- 1994: More Marilyn: Some Like It Bright! St. Martin’s Press, ISBN 0-312-11384-6.
- 1994: “I’ve Forgotten Everything I Learned in School!”: A Refresher Course to Help You Reclaim Your Education, St. Martin’s Press, ISBN 0-312-10457-X.
- 1996: Of Course I’m for Monogamy: I’m Also for Everlasting Peace and an End to Taxes, St. Martin’s Press, ISBN 0-312-16951-5.
- 1996: The Power of Logical Thinking: Easy Lessons in the Art of Reasoning … and Hard Facts about Its Absence in Our Lives, St. Martin’s Press, ISBN 0-312-15627-8.
- 2000: The Art of Spelling: The Madness and the Method, W. W. Norton & Company, ISBN 0-393-32208-4.
- 2002: Growing Up: A Classic American Childhood, W. W. Norton & Company, ISBN 0-393-05125-0.

## Presse
- „The cleverest person answers your questions“ (engl.), Financial Times, 30. Mai 2009
- Sam Knight: „Is a high IQ a burden as much as a blessing?“ (engl.), Financial Times, 10. April 2009
- Jochen Paulus: „Das Rätsel der drei Türen“, Die Zeit, 18. November 2004
- John Allen Paulos: „In Short: Nonfiction“ (engl.), New York Times, 16. Januar 1994
- Julie Baumgold: „In the Kingdom of the Brain“ (engl.), New York Magazine, 6. Februar 1989